# Love Canal
Love Canal is een wijk gelegen in het oosten van de stad Niagara Falls, in de staat New York, Verenigde Staten. Het werd berucht toen er in 1978 een ecologisch schandaal uitbrak. Bewoners van deze woonwijk ontdekten namelijk giftige chemicaliën die uit de grond van hun huizen kwamen. Dit komt doordat de wijk gebouwd is bovenop een vuilnisbelt die 22.000 ton aan giftige stoffen bevatte, gedumpt door het bedrijf Hooker Chemical Company. Dat storten van afval had een aantal schadelijke gevolgen, waaronder kanker, tumoren en leukemie.

## Oorsprong en bouw van het kanaal
De bouw van het kanaal begint in 1894, toen een welgestelde advocaat genaamd William Love besloot om een stedelijke wijk nabij de Niagara Falls te bouwen. Het oorspronkelijke doel van het bouwen van een kanaal was om elektriciteit in de buurt te garanderen door middel van waterkracht. Als gevolg van de paniek van 1893 echter trokken investeerders zich terug uit Love's project. Daarom werd slechts een kanaal van iets meer dan 1,6 km lengte gebouwd, waarbij de rest van het project werd verlaten. Dit kanaal wordt Love Canal genoemd, vernoemd naar de man die verantwoordelijk is voor de bouw ervan.

## Hooker Chemical Company en de oorsprong van de vervuiling
Vanaf 1942 werd het Love Canal een dumpplaats voor de Hooker Chemical Company. Het bedrijf wilde van zijn chemisch afval af en aangezien het Love Canal geen specifieke bestemming had, was het een ideale plek voor het Amerikaanse bedrijf. De stad Niagara Falls gaf Hooker daarom toestemming om het Love Canal als dumpplaats te gebruiken. Vanaf 1947 werd Hooker zelfs eigenaar van het hele terreinen plaatste in totaal meer dan 22.000 ton chemisch afval in blikken tot 1952. Op dat moment stopte het bedrijf met het dumpen van zijn afval en verkocht het land aan het Niagara Falls City School District, dat op zoek was naar plaatsen om nieuwe scholen te bouwen als antwoord op de groeiende bevolking van Niagara Falls. Voor de symbolische prijs van $1, en met een clausule die de aansprakelijkheid beperkte in het geval van problemen als gevolg van het afval, werd het Niagara Falls City School District in 1952 eigenaar van het Love Canal-terrein.

## Bouw van een school en huizen in Love Canal
Ondanks verschillende waarschuwingen over het gevaar van afval werd er toch een school gebouwd op het Love Canal-terrein, waarbij het afval werd afgedekt met een laag aarde. In 1955 opende de school officieel haar deuren voor meer dan 400 kinderen. Naast de school werden er ook huizen gebouwd op en rond het Love Canal-terrein. Wat in dit geval lastiger is, is dat veel van de bewoners naar Love Canal verhuisden zonder te weten dat het terrein door Hooker was gebruikt als stortplaats. Hooker had huizen gekocht van particuliere eigenaren, die op hun beurt het land hadden gekocht van het Niagara Falls School District. In totaal werden er meer dan 800 huizen gebouwd op het Love Canal terrein, waardoor het een aangename woonwijk werd dicht bij de stad, met veel recreatiefaciliteiten en met een grote aantrekkingskracht op gezinnen.

## Ontdekking van het schandaal
Echter, verschillende gebeurtenissen zouden de Love Canal-wijk markeren. Bewoners klaagden dat na regenbuien een onaangename geur uit hun tuinen of het openbare park kwam. Ook het verschijnen van donker vocht deed vragen rijzen. De stad Niagara Falls reageerde op deze klachten door verdachte plasjes vocht, waarin kinderen speelden, te bedekken met een laagje aarde. In 1976 voerde de stad Niagara een onderzoek uit naar de luchtkwaliteit en de bodem via het bedrijf Calspan Corporation. Dit onderzoek wees uit dat er een zeer hoog gehalte aan giftige chemische resten aanwezig was in het Love Canal-gebied. Ondanks de aanbevelingen van Calspan, zoals het installeren van een drainagesysteem, heeft de stad niets gedaan.
Het was in 1978 dat Lois Gibbs, een huisvrouw en inwoner van Love Canal, in een krantenartikel las over de omstandigheden waaronder de Love Canal-wijk was gebouwd. Haar jonge zoon was ziek, dus dit artikel trof haar diep. In eerste instantie wilde ze haar kind van school veranderen omdat deze dus gevaarlijk was, maar haar verzoek werd afgewezen omdat dit zou betekenen dat de school gevaarlijk was voor alle kinderen en dus gesloten moest worden. Lois Gibbs vroeg vervolgens aan andere gezinnen in de buurt of ze anomalieën in hun gezondheid hadden opgemerkt. Ze ontdekte dat de hele Love Canal-gemeenschap te kampen had met gezondheidsproblemen.
De Love Canal-gemeenschap kwam dus samen door de "Love Canal Homeowners Association" op te richten, bestaande uit ongeveer 500 families. Na een intense strijd om hun stem te laten horen, besloot het New York State Department of Health op 2 augustus 1978 om aan te bevelen de school te sluiten en zwangere vrouwen en kinderen jonger dan 2 jaar te evacueren. Enkele dagen later kocht de staat de 239 dichtstbijzijnde huizen bij het kanaalterrein op. Jimmy Carter, op dat moment president van de Verenigde Staten, verklaarde zelfs een federale gezondheidscrisis op 7 augustus 1978. Uiteindelijk moesten meer dan 800 families worden verplaatst en werden hun huizen door de staat gekocht als compensatie. De school werd natuurlijk gesloten en het terrein werd achtergelaten onder het beheer van de Environmental Protection Agency om het schoon te maken.

## Gevolgen
De ecologische ramp van Love Canal heeft verschillende nogal opvallende gevolgen gehad, waardoor het een van de bekendste milieuschandalen van vandaag is.

### Gezondheidsproblemen
Wat betreft de gezondheidsproblemen die zeker verband houden met de giftige afvalstoffen van Love Canal, kunnen we er verschillende noemen. In 1979 onthulde de EPA de resultaten van bloedonderzoeken. Ze constateerden dat er een te hoog aantal witte bloedcellen in het bloed was, wat een voorloper is van leukemieën of chromosomale afwijkingen. Andere mogelijke gevolgen van de afvalstoffen zijn kankers, psychische aandoeningen, miskramen en angststoornissen. Er is echter een kloof tussen de door de bewoners geregistreerde ziekten, wat ze zelf voelen door hun getuigenissen en wat de autoriteiten erkend hebben als gevolgen.

### Het Superfund
Ten eerste, na de ontdekking van de giftige stoffen van Love Canal, creëerde het Congres in 1980 het Superfund, een programma beheerd door de Environmental Protection Agency. Het programma bepaalt welke locaties in de Verenigde Staten mogelijk zijn verontreinigd door giftige stoffen. Het stelt ook in staat om deze potentieel gevaarlijke locaties te reinigen. Love Canal was dus de eerste locatie die als gevaarlijk werd beschouwd en aan de Superfund-lijst werd toegevoegd.

### De Love Canal-site vandaag
In 2004 werd officieel bekendgemaakt dat een deel van de locatie is gesaneerd na meer dan 20 jaar van studies en werkzaamheden. De locatie is bovendien van de Superfund-lijst verwijderd. Het bewoonbare gebied van Love Canal heet nu Black Creek Village. Volgens de autoriteiten is er geen enkel risico meer om in de nieuwe wijk te wonen. Veel mensen, vooral voormalige bewoners van Love Canal, twijfelen echter aan de juistheid en betrouwbaarheid van deze verklaringen.

Bovendien lijken de feiten te bewijzen dat er nog steeds problemen zijn met betrekking tot de chemische stoffen in de wijk die nu Black Creek Village wordt genoemd. De huidige bewoners blijven klagen over misselijkmakende geuren en zwartachtig water. Daarnaast zijn de huidige bewoners van Black Creek Village bij de aankoop van hun huis niet noodzakelijkerwijs op de hoogte gebracht van de geschiedenis van Love Canal. De voormalige bewoners, waaronder Lois Gibbs, betreuren het opnieuw alarmerende getuigenissen te horen van de nieuwe bewoners van de wijk, ook al bevestigt dit hun angsten en bezwaren tegen de herinrichting van de locatie.